# Kay Bojesen (virksomhed)
 For alternative betydninger, se Kay Bojesen. (Se også artikler, som begynder med Kay Bojesen)
Kay Bojesen, oprindeligt Kay Bojesens Sølvsmedje, er et dansk designmærke og en dansk sølvsmedje og designvirksomhed.

## Historie
Sølvsmeden Kay Bojesen oprettede et nyt værksted for sølv- og træarbejde samt legetøj 1933 i København under firmanavnene Kay Bojesens Sølvsmedje og Kay Bojesens Modeller. Firmaet blev kongelig hofleverandør 1952, hvilket firmaet stadig er. Han var tillige kunstnerisk leder af Universal Steel Co., København fra 1946.
Denne opdeling i en sølvsmedje og en trævarefabrik er siden videreført, for i 1990 købte Rosendahl Design Group rettighederne til produktion, markedsføring og salg af Kay Bojesens livgardere og trædyr. Bojesens yngste barnebarn, Sus Bojesen Rosenqvist, producerer og forhandler nu Kay Bojesens sølv- og stålarbejder.